# Eudule halia
Eudule halia là một loài bướm đêm trong họ Geometridae.